# Özdemiroğlu Osman Pascià
Özdemiroğlu Osman Pascià letteralmente "Osman Pascià, figlio di Özdemir" (Il Cairo, 1526 – Iran, 29 ottobre 1585) è stato un militare e politico ottomano.

## Origine
Dopo la conquista ottomana dell'Egitto nel 1517, l'ex élite mamelucca (turchi e circassi) aveva accettato il dominio ottomano e divenne parte della burocrazia e dell'esercito ottomano. Özdemir Pascià, il padre di Osman, era uno di loro. Dopo le campagne nell'Oceano Indiano, è stato nominato beylerbey (alto governatore) dell'Eyalet di Habesh (l'odierna Etiopia, ma praticamente solo la fascia costiera dell'Eritrea e del Sudan).
Osman nacque nel 1526 a Il Cairo, nell'Eyalet d'Egitto dell'Impero Ottomano.

## Primi anni
Osman fu nominato a vari incarichi in Egitto dalla Porta. Dopo la morte di suo padre nel 1561, Osman continuò come governatore dell'Eyalet di Habesh per 7 anni. Nel 1569 fu nominato governatore dello Yemen e nel 1573 governatore dell'Eyalet di Diyarbekir (l'attuale Diyarbakir, Turchia).

## Battaglie
Mentre si trovava a Diyarbekir, fu assegnato all'esercito durante la guerra ottomano-safavide (1578-1590). Le sue truppe combatterono bene e contribuirono molto alla vittoria durante la battaglia di Çıldır. Dopo la battaglia, fu incaricato di organizzare i territori appena conquistati nel Caucaso. Mentre stabiliva un'efficace amministrazione ottomana, dovette anche combattere contro i persiani che stavano cercando di recuperare le loro perdite. Nel 1583, combatté contro un esercito persiano a Baştepe, una località nel Caucaso settentrionale (moderna Repubblica russa del Daghestan), in uno scontro di tre giorni chiamato Battaglia delle Torce, (così chiamata perché continuò nella notte). Ha sconfitto l'esercito persiano e ha assicurato la presenza ottomana nel Caucaso.
La sua prossima missione fu la detronizzazione del khan di Crimea Mehmed II Giray, che era un vassallo inaffidabile, e l'intronizzazione di un nuovo khan, in cui ebbe anche successo. Quindi, dalla Crimea salpò per Istanbul, la capitale, dove fu lodato dal sultano Murat III.

## Ultimi anni
Il 28 maggio 1584 fu promosso gran visir, mantenendo anche il titolo di alto comandante dell'esercito (turco: serdar). L'anno successivo era di nuovo al fronte, conquistando Tebriz, nell'Iran occidentale. Tuttavia, poche settimane dopo, il 29 ottobre 1585, si ammalò e morì. Fu sepolto a Diyarbekir.